# Coil
Coil («Койл»; с англ. — «спираль, завиток, шум, суматоха, суета») — британская электронно-экспериментальная группа, созданная Джоном Бэлансом в Лондоне в 1982 году; один из наиболее известных и влиятельных коллективов «постиндустриальной» музыки. Первоначально возникшая как сольный проект Бэланса — участника группы Psychic TV, группа преобразовалась в дуэт после того, как к ней присоединился Питер Кристоферсон — бывший музыкант Throbbing Gristle и коллега Бэланса в составе Psychic TV; после ухода из последней Бэланса и Кристоферсона в 1984 году Coil стала их основным проектом.
После нескольких выступлений в 1983 году Coil работала исключительно как студийный проект вплоть до 1999 года, когда на выступлении в Берлине Coil представили альбом elph.zwölf. Вслед за этим выступлением последовал ряд концертных туров, продлившихся до 2004 года. Группа прекратила существование после смерти Бэланса 13 ноября 2004 года; несмотря на это, в последующие годы состоялся выход ряда «посмертных релизов».

## История

### Становление и формирование (1978—1983)
В 1978 году Джон Бэланс (урождённый Джефф Бёртон) был журналистом-любителем, вместе со своим школьным приятелем Томом Крейгом, — внуком художника Эдварда Кэррика, — выпуская фэнзин Stabmental; в последнем публиковались материалы об исполнителях андерграундной сцены — в том числе индастриал-группах Throbbing Gristle и Cabaret Voltaire. Бэланс, бывший поклонником Throbbing Gristle, начал вести с ними переписку и таким образом установил контакт с лидером TG Дженезисом Пи-Орриджем. В феврале 1980 года Бэланс и Крейг посетили концерт TG в студии на Мартелло-стрит в Лондоне, записанный для альбома Heathen Earth; там же Бэланс напрямую познакомился с Питером «Слизи» Кристоферсоном — коллегой Пи-Орриджа по Throbbing Gristle; в скором времени Бэланс сдружился с Кристоферсоном, помня последнего по обложке альбома TG 20 Jazz Funk Greats.
После роспуска Throbbing Gristle Пи-Орридж и Кристоферсон при участии Алекса Фергюссона сформировали новую группу — Psychic TV. В это же время Бэланс, непродолжительное время проучившийся в университете Суссекса, принял участие в деятельности проекта Брайана Уильямса Lustmord, после чего вернулся в Лондон, где поселился у Кристоферсона. В составе Psychic TV Бэланс (вместе со своим коллегой Дэвидом Тибетом — позднее лидером Current 93) принял участие в записи их второго студийного альбома — Dreams Less Sweet 1983 года.
Параллельно с участием в Psychic TV Бэланс, уже записывавшийся под другими названиями в предыдущие годы, в 1982 году начал использовать название Coil, планируя выпускать под ним свои сольные работы. В следующем году Бэланс пишет манифест «Цена Существования — Вечная Борьба» (The Price Of Existence Is Eternal Warfare) и присылает запись трека «On Balance» в лейбл Third Mind Records для включения в сборник Rising From The Red Sand (последнего, однако, не произошло). 4 августа 1983 года Coil в составе Бэланса и Кристоферсона дала свой первый концерт в клубе «Magenta» на показе фильмов Керита Вина Эванса и Дерека Джармена. Связывавшие Кристоферсона обязятельства перед Psychic TV, — при том, что в последней он разочаровывался в связи с нараставшим конфликтом с Пи-Орриджем, — ограничивали его участие в Coil; по этой причине Бэланс привлёк Джона Гослинга — также участника Psychic TV, который вёл собственный проект Zos Kia (название позаимствовано из трудов английского художника и оккультиста Остина Османа Спейра). Вместе они отыграли три последующих концерта в течение 1983 года (в которых также участвовал вокалист Soft Cell Марк Алмонд); материал, записанный на этих концертах, вошёл на магнитоальбом Transparent, выпущенный в 1984 году от имени Zos Kia и Coil. Выступление на фестивале Berlin Atonal в декабре 1983 года стало последним выступлением Бэланса и Кристоферсона в Psychic TV; покинув последнюю, они решили сосредоточить свою деятельность исключительно на Coil.

### How to Destroy AngelsиScatology(1984—1985)
В 1983 году друг группы английский режиссёр Дерек Джармен сделал обложку для первой официальной пластинки Coil — мини-альбома How to Destroy Angels. Подзаголовок обложки сингла гласил: «Ритуальная музыка для аккумуляции мужской сексуальной энергии». Пластинка была посвящена богу Марсу, при её записи использовались инструменты из железа и стали (мечи и гонги). По утверждению музыкантов, ритмы были просчитаны с математической точностью для того, чтобы, достигнув определённых психических центров организма человека, произвести на него максимальное впечатление. Впоследствии сотрудничество музыкантов с Джарменом продолжится в период с 1984 по 1986 гг., когда Бэланс и Кристоферсон напишут музыку к фильмам «Blue» и «The Angelic Conversation». Кульминацией 1984 года стал вышедший на лейбле Force and Form полнометражный альбом Scatology, записанный Coil при участии Джима Тёрлуэлла (Foetus), Стивена Трауэра (Possession) и вокалиста Гэвина Фрайдэя. Скатологией (в буквальном переводе с греческого — изучение экскрементов) называют художественное творчество о физиологических отправлениях, а также навязчивую одержимость человеческим калом. Coil использовали оба смысла этого слова. Музыкальной основой альбома стали переработанные звуки немузыкального происхождения. Тематически он был сфокусирован на алхимии и магическом превращении простых неблагородных металлов в золото. Один из самых известных треков альбома — кавер-версия песни Глории Джонс «Tainted Love». Coil превратили весёлую песню в мрачную балладу, посвящённую СПИДу. Все деньги от продаж сингла были переведены в благотворительный фонд, а видео на эту песню, снятое Питером Кристоферсоном, стало одним из первых музыкальных клипов, попавших в Нью-Йоркский музей современного искусства.

### Horse Rotorvator
Желание Coil спроцессировать, извратить и разломать звуковое содержание привело к развитию того, что они называют термином, следуя знаменитому оккультисту Остину Осману Спейру, «sidereal sound» (потусторонний звук): «Очевидно, что термин „потусторонний“ относится к звёздам, но также игра слов передаёт взгляд на реальность со стороны под новым углом или перспективой. Так же как Спейр извращал образы в космосе, мы применяем подобный процесс к звуку. Мы всегда увлекались звуковыми нарушениями и экспериментами». В 1985 году Coil занимаются совместным проектом с Current 93 и NON (Бойдом Райсом) с названием Nightmare Culture. На стороне А звучит композиция Current 93 совместно с Джоном Бэлансом, а на стороне В три композиции Sickness of Snakes (Coil и Бойд Райс). «Horse Rotorvator» появляется в 1986 году, вторая часть диптиха, первой частью которого был «Scatology». Альбом получился очень тяжёлым и пропитанным идеей смерти. Одна из композиций посвящена насильственной смерти итальянского кинорежиссёра, писателя и поэта Пьера Паоло Пазолини (1922—1975) в Остии и называется так же. «Что нам дало силы записать „Horse Rotorvator“. Электричество и наркотики. Наша энергия. Темнота и откровенность», — из интервью Coil в Alternative Press после выхода «Horse Rotorvator».

### Gold Is The Metalи саундтрек к фильму «Восставший из ада»
В то же время Coil (вместе с Отто Авери, вошедшим в состав проекта) создают собственный лейбл Threshold House, и «Gold Is The Metal» становится первым релизом нового лейбла. Этот LP представляет собой переработанный неиспользованный материал, скопившийся с момента записи «Horse Rotorvator», хотя некоторые треки взяты из других источников (включая материал, предназначавшийся для «The Dark Age Of Love», который потом стал «Love’s Secret Domain». У записи есть официальное продолжение в виде альбома C93 «Lucifer Over London». Так же они работают с кинорежиссёром Клайвом Баркером над музыкой к его фильму «Восставший из ада», однако он не решается включить материал в саундтрек, и Coil выпускают десятидюймовый EP «The Unrealesed Themes From Hellraiser». После бурной деятельности в 1984—1987 гг. в творчестве Coil началось трёхлетнее затишье, и они снова заявляют о себе только в 90-м, но сразу двумя синглами — семидюймовым «Eye/Scope» (включённым позже полностью в сборник «Unnatural History III» и двенадцатидюймовым винилом «Windowpane», предваряющим выход нового альбома «Love’s Secret Domain».

### Love’s Secret Domain
Они много экспериментируют со стимуляторами и наркотиками типа MDMA, весь дух начала девяностых находит отражение в их третьем полноценном альбоме. Психоделическое веселье, впитанное на эйсид-хаус тусовках (само слово «эйсид-хаус» было предложено их другом и коллегой Пи-Орриджем), завсегдатаями которых были тогда и Питер, и Джон, как нельзя ярко отразилось в их новом альбоме. Тоже магические идеи, но здесь они пересмотрены совсем под другим углом. Звук сильно изменился, перестал быть таким депрессивным и грубым, теперь всё извергает потоки электричества. Альбом, как всегда, многоплановый, и каждая композиция — отдельное произведение с собственной атмосферой: танцевальные «Snow» и «Windowpane»; хриплый трек «Things Happen», исполненный старой знакомой Coil Энни Энксайти; зарисовки «Teenage Lightning» 1, 2; «Further Back And Faster» с наугад надерганными семплами из любимого фильма «Ночь охотника» (как говорят Coil, его режиссёр Чарльз Лоутон, закончил свою жизнь в Бридлингтоне, проживая там с 16-летним мальчиком); финальную напряжённую «Love’s Secret Domain», где использованы строки из стихотворения Уильяма Блейка «The Sick Rose»; и «Titan Arch» с вокалом старого друга Coil Марка Алмонда. Среди поклонников группы альбом сразу же стал называться просто LSD.

### (6)
После выхода этого альбома в творчестве Coil опять установилось относительное затишье, вызванное финансовыми трудностями, закончившимися только к 1995 году. Разбирался с этими трудностями всегда Кристоферсон. Ещё до Coil, будучи художником, он состоял в дизайнерском бюро Hipgnosis, оформляя альбомы Led Zeppelin, Pink Floyd и Yes. Теперь он зарабатывал деньги для группы на видеоклипах для Erasure, Front 242, Ministry, Rage Against The Machine, Senser, Sepultura, The The, Silverchair, Van Halen, Джа Уоббла, Марка Алмонда, Роберта Планта и даже Пола Маккартни и рекламных роликах для Coca-Cola, Nike, McDonalds, Pan Am, Max Factor и др. Питер снимает для Nine Inch Nails несколько видео, а также Broken Movie, которое как и многие материалы отснятые Кристоферсоном, были запрещены к изданию. Для Диаманды Галас он снимает клип на песню «Double-Barrel Prayer», по словам самих Coil, она одна из их любимых певиц. За этот период выходит несколько LP и саундтреков, в том числе «How to Destroy Angels (Remixes and Re-Recordings)» в 1992 году, в 1993 «Themes for Derek Jarman’s Blue» и «The Angelic Conversation» вышедший в 1994 году. В этом же году Дерек Джармен скончался от СПИДа. Несколько релизов этих лет выпускаются Питером и Джоном под другими названиями: «The Eskaton», «ElpH».

### Unnatural History II
К 1995 году музыканты немного разжились деньгами и выпустили целых три диска. Одним из них было продолжение их ретроспективы «Unnatural History II», а другие два были выпущены под названием «Coil vs. ElpH». Это были альбомы «Worship The Glitch» и сингл «Protection». «Via World Serpent Dist», которые представляли собой очень интересные и приятные на слух звуковые коллажи. В следующем году вышел первый релиз из задуманной Coil трилогии «Black Light District». Он носил название «A Thousand Lights In A Darkened Room» и также содержал в себе звуковые коллажи, но гораздо более тёмные по своей атмосфере, чем на проекте ElpH. В то же время шла работа над саундтреком к «Шоссе в никуда» Дэвида Линча. В проекте принимал участие Резнор, который просил Линча взять в саундтрек Coil, но Линч оказался непреклонен. Ему были нужны раскрученные имена типа Боуи и Мэнсона или что-то тяжёлое типа Rammstein. Позже в интервью Джон Бэланс говорил, что это не тот проект, к которому они отнеслись бы горячо: «Вот было бы здорово сделать „Salo 2: Soundtrack“, что мы и пытаемся как-нибудь сделать, или поработать с Кеннетом Энгером».

### Реабилитация
Почти весь 1997 году Бэланс лежит в реабилитационных центрах и больницах. Он много пил и едва не умер, но после лечения осознал, что самое важное для него доносить свои идеи до других людей. Вскоре выходит «Unnatural History III (Joyful Participation In The Sorrows Of The World)» — третья компиляция редких и не издававшихся ранее вещей Coil, сборник ретроспективен и в него включены вещи с 85-го по 96-й год. В начале 98 года Кристоферсон с друзьями (Тибет, NWW и Inflatable Sideshow) выпустил Foxtrot, чтобы собрать денег для реабилитации Бэланса. Вскоре Coil набрали обороты. В интервью, по случаю выхода Time Machines, музыканты заявляли, что галлюциногенные препараты — это маленькие машины времени. Названия всех четырёх треков представляют собой химические формулы галлюциногенных препаратов, например «4-Indonol, 3-[2-(Dimethylamino) Ethyl, Phosphate Ester: (Psilocybin)». Также на протяжении 1998 года выходила серия из четырёх синглов под условным названием «Solstice/Equinox» посвящённые солнцестояниям и равноденствиям и выходившим точно в эти дни. Каждый EP был доступен для покупки только три месяца, до очередного астрономического события, после чего остатки тиража уничтожались.

### Astral Disaster
В 1999 году выходит LP «Astral Disaster», в котором, как впрочем всегда, каждая композиция содержит сложный метафизический бэкграунд и канву завуалированных отсылок к любимым писателям, поэтам и музыкантам Бэланса. Альбом был записан всего за два дня после Samhain (Хэллоуин) в студии расположенной около древнего Саусворка на реке Темзе. Это место часто посещал и хорошо знал Остин Осман Спейр. Таким образом темы воды, моря, лунного влияния на человека глубоко проникли в идеи альбома.

### Musick To Play In The Dark
Новый взгляд на свою философию Coil демонстрируют в «Musick To Play In The Dark Volume One», по мнению многих поклонников, одной из самых интересных записей группы. Альбом необычно спокоен и даже меланхоличен, вокал Бэланса, присутствующий почти во всех треках, не содержит обычного напора, а вместо этого наполнен печалью, лёгкой усталостью и мудростью. На следующий год они выпускают «Musick To Play In The Dark Volume Two» — вторую часть, более грустную и печальную. Над «Backwards» Coil работали достаточно долго, некоторые из песен датируются 1992 годом. Также они сотрудничают для этого альбома с Уильямом Берроузом. «Что мне интересно в Уильяме, это его ум, а не звук его голоса. Мы попросили его начитать определённые ключевые слова для нас. Этот материал имел некие шаманские качества, собственно это является магическим заклинанием. В этом мы пересекаемся с Уильямом; он описывает невидимый мир скрытых механизмов». В «The Queen of the Circulating Library» на диске можно услышать голос, принадлежащий матери Thighpaulsandra. Женщину зовут Дороти Льюис (Dorothy Lewis), она профессиональная оперная примадонна, и здесь она читает несколько разрозненных строк, написанных Джоном специально для неё и для всех остальных матерей, где бы они ни находились.

### Концертная деятельность
С 2000 года Coil начинают гастролировать, за исключением четырёх выступлений в 83 году они больше никогда не выступали, но с этого времени, по словам самих музыкантов, им хочется показать слушателям свою музыку. Это всегда сложное импровизированное шоу с видео, к каждому из которых они готовились очень основательно. Бэланс иногда жаловался, что им всегда не хватает на это времени. Выступление для них было многоуровневой конструкцией, поэтому они никогда не выходили «на бис», как бы их не умоляла публика. «Мы предпочитаем все сказать в программе. Лучше мы доскажем то, что не досказали, на следующем концерте». Они выпускают «Time Machines from the Heart of Darkness» — живое выступление в Лондоне в апреле 2000 года. Этот диск также является первым из серии лайвов выпущенных позже. В сентябре выходит «Constant Shallowness Leads to Evil» в котором гул, столь полюбившийся Coil на предыдущих альбомах, стал по-настоящему агрессивен. К приезду Coil в Москву в 2001 году в России были изданы «Пособие для начинающих: Глас Серебра» и «Пособие для кончающих: Волос Злата». Вскоре эти сборники были переизданы для мирового рынка. Ещё был выпущен «Moon’s Milk In Four Phases», вобравший в себя композиции из выпущенных ранее синглов: «Spring Equinox», «Summer Solstice», «Autumn Equinox» и «Winter Solstice». На следующий год был выпущен ограниченный тираж этого двухдискового сборника (333 копии) с прилагающимся 40-минутным CD.

#### Визиты в Россию
К дате своего первого выступления в России 15 сентября 2001 года (Москва, ДК им. Горбунова) музыканты приурочили выпуск двух альбомов «Пособие для начинающих: Глас Серебра» и «Пособие для кончающих: Волос Злата», предназначенных специально для российской аудитории. Каждый из этих альбомов состоит из десяти композиций Coil разных лет, причём на первом собраны записи в жанре эмбиент, на втором — индастриал. Попасть на выступление Coil в Москве стоило ровно 666 рублей. На следующий год Джон Бэланс и Питер Кристоферсон вернулись в Россию, и 26 сентября 2002 года в клубе «Точка» состоялся их второй концерт в Москве. На этот раз цена билета составила 777 рублей, в качестве бонуса к билету прилагалась видеокассета с записью первого московского выступления Coil. 29 сентября того же года состоялся концерт Coil в калининградском клубе «Вагонка».

### Plastic Spider ThingиANS
Альбом Plastic Spider Thing выходит в 2002 году. Музыка с этого диска задумывалась как звуковое сопровождение ритуально-гомосексуальной постановки (точнее, инсталляции), но ничто на всем протяжении звучания пластинки не выдает подобного замысла. Coil начинают работать с Black Sun Productions — группой молодых людей, занимающихся порно-гомосексуальными перфомансами, в сотрудничестве с которыми и был выпущен Plastic Spider Thing. В мае 2003 года был выпущен бокс-сет ANS, включивший в себя три длинных трека по 20 минут каждый, содержащих только тональности, созданные с помощью синтезатора АНС, разработанного и построенного Евгением Мурзиным в 1958 году. Лайв Selvaggina: Go Back Into the Woods является одним из двух альбомов, выпущенных Coil в 2004 году.

### Гибель Бэланса и смерть Кристоферсона. Посмертные релизы (2004 — настоящее время)
2004 год стал последним в истории группы. 13 ноября Джон Бэланс в состоянии сильного алкогольного опьянения выпал из окна своей лондонской квартиры с высоты 4,5 метров и спустя несколько часов скончался. Вскоре Питер Кристоферсон объявил, что группа прекращает своё существование в связи с гибелью Бэланса, и покинул Англию, переселившись в Таиланд, где занялся новым музыкальным проектом The Threshold HouseBoys Choir. Тем не менее, в 2005 году Слизи выпустил от имени Coil два альбома: …And the Ambulance Died in His Arms, представляющий собой запись выступления группы на фестивале All Tomorrow’s Parties 2003, и The Ape of Naples, содержащий материалы Coil разных лет, никогда не выходившие при жизни Бэланса. Кроме того, Кристоферсон переиздал несколько старых пластинок коллектива, ранее выпускавшихся лишь ограниченным тиражом.
Спустя шесть лет после смерти Бэланса Питер умер во сне 25 ноября 2010 года в своём доме в Бангкоке.

## Дискография

### Студийные альбомы
- 1984 — Scatology
- 1986 — Horse Rotorvator
- 1987 — Gold Is the Metal with the Broadest Shoulders
- 1991 — Love's Secret Domain
- 1992 — Stolen & Contaminated Songs
- 1999 — Astral Disaster
- 1999 — Musick to Play in the Dark Vol. 1
- 2000 — Queens of the Circulating Library
- 2000 — Musick to Play in the Dark Vol. 2
- 2000 — Constant Shallowness Leads to Evil
- 2002 — The Remote Viewer
- 2003 — The Restitution of Decayed Intelligence
- 2004 — Black Antlers
- 2005 — The Ape of Naples
- 2008 — The New Backwards
- 2015 — Backwards

### Цитаты
1. ↑  «Наименование Coil, впервые использованное Джоном Бэлансом осенью 1982 [года] в отношении своих сольных работ, отныне будет представлять его в сотрудничестве с Питером Кристоферсоном»[13].Оригинальный текст (англ.)"The name 'Coil', first used by John Balance in Autumn 1982 for his solo works, now represents him in collaboration with Peter Christopherson."